# Wissington
Wissington eller Wiston är en by i Nayland-with-Wissington, Babergh, Suffolk, England. Parish hade 191 invånare år 1881. Den har en kyrka. År 1884 blev den en del av den då nybildade Nayland-with-Wissington.